# Château de Roffiac
Le château de Roffiac est un ancien château situé en France sur la commune de Roffiac, en région Auvergne-Rhône-Alpes.

## Historique
Du château anciennement appelé Belcastel, à Roffiac, il ne subsiste aujourd'hui qu’une tour isolée du XVe siècle et quelques vestiges de murs,.

### Protection
L’ancien immeuble dit « vieux château » a été inscrit au titre des monuments historiques par arrêté du 11 décembre 1942, inscription qui a été abrogée par arrêté du 21 novembre 2018. La tour, classée par arrêté du 4 décembre 1942, a également fait l’objet d’une mesure d’abrogation.

## Description
La tour, autrefois reliée à une tour semi-circulaire sur la façade sud, abrite un escalier en pierre taillée, à noyau en spirale, composé de 90 marches. Celui-ci desservait le château par huit portes, deux à chaque étage. Le quatrième étage, probablement utilisé comme salle de garde, ouvrait sur le chemin de ronde. À ce niveau, l’axe de l’escalier s’épanouit dans la voûte en une gerbe d’arcatures rayonnantes, retombant sur les bords, avec sept clés de voûte placées entre les arcs.